# Monte Sautron
Il Monte Sautron (3166 m) è una montagna delle Alpi Cozie, situata tra l'italiana valle Maira e la francese valle dell'Ubaye.

## Caratteristiche
La montagna sorge sullo spartiacque principale alpino, in corrispondenza di un nodo ove diramano alcune dorsali secondarie. La vetta si trova sul confine Italia-Francia, ed è divisa tra il comune italiano di Acceglio e quello francese di Larche.
La dorsale alpina principale giunge da nord-ovest, dal colle della Portiola, e sale fino alla vetta; qui devia verso sud, discendendo verso il monte Vallonasso, dove piega di nuovo a sud-ovest fino a raggiungere il colle del Sautron. Dalla vetta dirama una dorsale secondaria in direzione circa nord-est, che scende al passo detto la forcellina, e prosegue in direzione della cima di Stroppia, dove piega verso nord andando a formare il gruppo della Rocca Bianca. Un'ulteriore dorsale dirama dalla vetta in direzione nord, andando a digradare verso la val di Stroppia, che dal colle della Portiola scende verso la valle Maira. Il versante francese presenta una costolatura meno evidenziata che scende in direzione est-sud-est verso la testata del vallone di Viraysse.
La quota della montagna è indicata in maniera differente nelle diverse cartografie nazionali: la cartografia italiana IGM indica una quota di 3166 m, mentre la cartografia francese IGN indica una quota di 3155 m.
Dal punto di vista geologico, la montagna è costituita da un ammasso piuttosto omogeneo di calcari dolomitici e dolomie del Triassico, appartenenti al Complesso brianzonese; a nord affiorano anche scisti carboniosi, argilliti calcaree e brecce dolomitiche sempre triassiche, appartenenti allo stesso complesso. Questa formazione appoggia su un basamento di calcescisti del Cretaceo superiore - Eocene, affioranti alla base sul versante francese.
Il nome francese, Tête de Sautron, riprende il toponimo Sautron. Questo toponimo è di origine occitana; una tradizione vuole che ricordi i molti emigranti piemontesi morti in questa zona nel tentativo di superare le Alpi per recarsi a lavorare in Francia.

## Ascensione alla vetta

### Prima ascensione
La prima ascensione nota è attribuita a Pio Paganini, ingegnere dell'Istituto Geografico Militare, che raggiunse la vetta nel 1877.

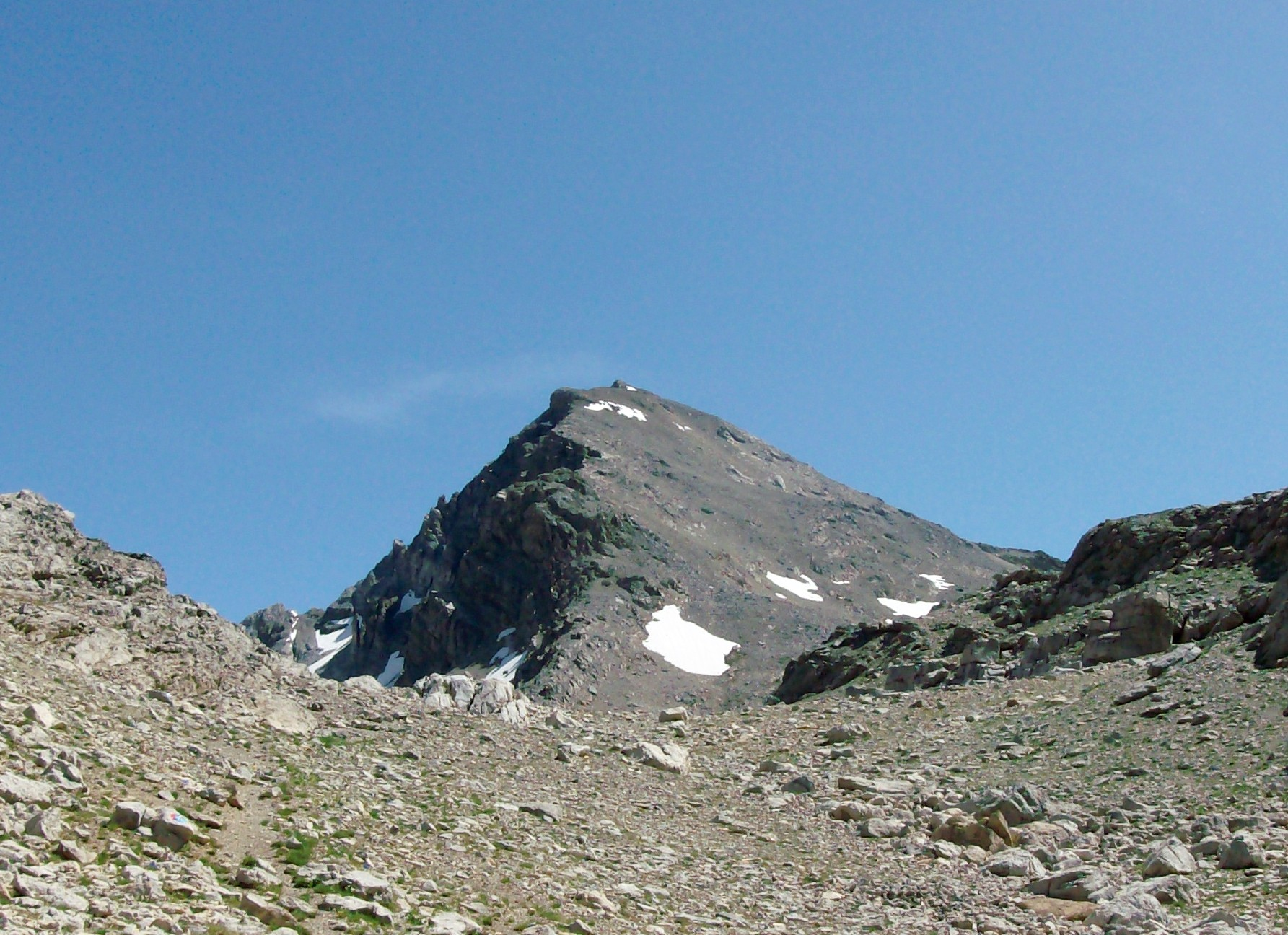
La cresta nord ed il versante nord-occidentale, sui quali si sviluppa la via normale

### Via normale
La via normale si sviluppa sulla cresta secondaria che dirama dalla vetta verso nord. Dal versante italiano, la cresta si raggiunge con partenza dalla frazione Chiappera di Acceglio; si sale alla montagna di Stroppia seguendo il sentiero Dino Icardi, poi si piega a sinistra seguendo le indicazioni per il colle della Portiola, seguendo per un tratto anche il sentiero Roberto Cavallero. Raggiunto il termine della cresta nord, si inizia a risalirla, tenendosi inizialmente un po' sulla destra, fino a raggiungere la croce di vetta. La traccia in cresta è parzialmente segnata con bolli rossi. L'itinerario è di tipo escursionistico, con difficoltà valutata EE sulla scala italiana.
Un percorso alternativo prevede di raggiungere invece il colle della Portiola, e da qui risalire in vetta per la cresta nord-ovest. Per l'ascensione ci si può appoggiare al rifugio Stroppia ed al bivacco Barenghi, in valle Maira; un po' più distanti, il rifugio Campo Base a Chiappera di Acceglio, ed il rifugio Chambeyron nel vallone dello Chambeyron in Francia.

### Accesso invernale
In stagione invernale l'ascensione alla vetta diventa un itinerario di sci alpinismo. L'avvicinamento più comodo è da Larche, con salita alla vetta per cresta dal colle della Portiola.